# Autoregolazione
L'autoregolazione è un processo di molti sistemi biologici, risultante da un meccanismo interno adattativo che funziona per regolare o ridurre la risposta agli stimoli nei diversi sistemi. Mentre la maggior parte dei sistemi mostrano un certo grado di autoregolazione, la cosa è più chiaramente osservata nel rene, nel cuore e nel cervello. La perfusione di questi organi è essenziale per la vita e attraverso l'autoregolazione si può deviare il sangue, e pertanto l'ossigeno, dove è più necessario.

## Autoregolazione cerebrale
Il cervello è molto più sensibile degli altri organi agli aumenti o riduzioni del flusso sanguigno, diversi meccanismi (metabolici, miogenici, e neurogeni) sono coinvolti nel mantenere una adeguata pressione sanguigna cerebrale. L'autoregolazione del flusso ematico cerebrale viene a mancare in seguito a numerosi stati patologici quali traumi cerebrali, ictus, tumori cerebrali, o in seguito a persistenti ed elevati livelli di anidride carbonica.

## Autoregolazione omeometrica ed eterometrica del cuore
L'autoregolazione omeometrica nel contesto del sistema circolatorio, è la capacità del cuore di aumentare la contrattilità e ripristinare la gittata sistolica quando il postcarico aumenta. L'autoregolazione omeometrica avviene indipendentemente dalla lunghezza della fibra dei cardiomiociti.
- Tramite l'effetto Bowditch, l'inotropismo positivo si verifica in seguito ad un aumento di frequenza cardiaca. L'esatto meccanismo rimane sconosciuto, ma sembra essere il risultato di una maggiore esposizione del cuore a sostanze contrattili derivanti dal maggiore flusso causato dall'aumento di frequenza cardiaca.[7]
- tramite l'effetto Anrep, l'inotropismo positivo si verifica in seguito ad un aumento della pressione ventricolare.[7]

Questa è in contrasto con la regolazione eterometrica, governata dalla legge Frank-Starling, che deriva dal posizionamento più favorevole di actina e miosina a causa del cambiamento delle fibre dei cardiomiociti.

## Autoregolazione della circolazione coronarica
Poiché il cuore è un organo aerobico, necessita di ossigeno per la efficiente produzione di ATP e creatinfosfato da acidi grassi (e in misura minore, glucosio e lattato), la circolazione coronarica è auto regolata in modo che il cuore riceva il giusto flusso di sangue e sufficiente ossigeno. Se c'è sufficiente flusso di ossigeno e aumenta la resistenza della circolazione coronarica (per esempio a causa di vasocostrizione), allora la pressione di perfusione coronarica (CPP) aumenta proporzionalmente, per mantenere lo stesso flusso. In questo modo, viene mantenuto lo stesso flusso attraverso la circolazione coronarica per un certo intervallo di pressioni. La regolazione circolatoria coronarica è nota come autoregolazione.

## Autoregolazione renale
La regolazione del flusso ematico renale è importante per mantenere un tasso stabile di filtrazione glomerulare, nonostante le variazioni della pressione arteriosa sistemica (entro circa 80-180 mmHg). Grazie a un meccanismo chiamato feedback tubuloglomerulare, il rene cambia il proprio flusso sanguigno in risposta alle variazioni della concentrazione di sodio. I livelli di cloruro di sodio nel filtrato urinario vengono rilevate dalla macula densa al termine del tratto ascendente. Quando i livelli di sodio aumentano, la macula densa rilascia ATP e riduce il rilascio di prostaglandina E2 alle cellule juxtaglomerulari vicine. Le cellule juxtaglomerulari sia afferenti che efferenti diminuiscono la secrezione di renina, abbassando il tasso di filtrazione. L'ulteriore aumento della concentrazione di sodio porta al rilascio di ossido nitrico, una sostanza vasodilatatrice, per evitare un'eccessiva vasocostrizione. In caso contrario, le cellule juxtaglomerulari sono stimolate a rilasciare più renina, che stimola il sistema renina-angiotensina, producendo angiotensina I che viene convertita in l'angiotensina II. L'angiotensina II provoca costrizione del glomerulo e aumenta la filtrazione.